# 小仲＝ペールワン
小仲＝ペールワン（こなか＝ペールワン）は、日本のプロレスラー。愛知県のご当地プロレス団体であるプロレス実験団GUYZを主宰する。及び暗黒プロレス組織666の所属。

## 人物
- 自称愛知県パキスタン市在住の怪人、日本唯一のパキスタン式レスリング継承者[1]。
- 非常に柔軟な身体をしており、それらを活かしたヨガ殺法を得意とする。また、ルチャリブレの高度な技術、飛び技も得意としている。
- 定期参戦する北都プロレスでは北海道陸別町出身と紹介されている[2]。

## 来歴
- 2004年10月23日、主宰するプロレス団体「LOCK UP」（後にプロレス実験団GUYZに改称）の旗揚げ戦を開催。
- 2007年、NEO女子プロレスに参戦。
- 2008年、東海プロレスで安田忠夫とシングル。北都プロレスに参戦。
- 2011年、SMASHに参戦。
- 2012年、大阪プロレス、アイスリボンに参戦。
- 2013年、WNC、HEAT UP、我闘雲舞に参戦。
- 2014年
  - 4月12日、所属する666にて、「デビュー十執念記念大会」開催[3]。
  - 5月25日、遠藤＝ペールワンと竹下＝ペールワンのペールワン一族でDDTに参戦。対戦相手は同じく名古屋で活躍中のウルトラマンロビンと、ロビンファミリーの高木三四ロビン&大鷲とおロビン、セコンドで平田一喜似の平田ロビン。試合は遠藤＝ペールワンが三四ロビンのラ・マヒストラルで敗北。
  - 6月15日、世界プロレス協会に参戦。
- 2015年10月20日、歌舞伎町プロレスに参戦。
- 2020年2月6日、全日本プロレス新木場1stRING大会で宮原健斗とシングルで対戦[4]。
- 2021年4月10日、666闘道館大会にて山田太郎とのタッグ「幸せになろうよ2021」としてワンデータッグトーナメント優勝。　
  - 6月6日、666新木場大会にて雪ぺ真矢としてRebelxEnemy（ラム会長＆山下りな＆尾崎妹加）の助っ人で登場。
- 2022年1月10日、666新宿FACE大会にて怨霊に勝利し、第3代無秩序無差別級王者となる。[5]

## 得意技
柔軟性を活かしたヨガ殺法を得意としており、既存のプロレス技に座禅を組み込んだアレンジを見せている。
ファイヤーバードスプラッシュ
座禅式ダイビングセントーン
座禅式アイコノクラズム
座禅式不知火
座禅式アサイDDT
座禅式バッククラッカー
座禅式ランニングネックブリーカードロップ
座禅式スタナー
座禅式羽根折り脇固め
座禅式ゆりかもめ
座禅式クリップラー・クロスフェイス
座禅式ストレートアームバー
座禅式キーロック
座禅式逆さ押さえ込み
座禅式ヨーロピアンクラッチ
座禅式セントーン
座禅式ランニングダブルニーアタック
座禅式ミサイルキック
座禅式ドロップキック
座禅式ジャンピングバックエルボー
ヨガ式STF
パキスタンデスロック（ヨガ式リバース・インディアンデスロック）
トラースキック
スワンダイブ式ブレーンチョップ
空中座禅落とし

## 獲得タイトル
- IWA三冠統一王座
- プロレスショップMACKY認定世界マキオ級王座
- リッキー・フジ認定アグレッシブ世界ヘビー級王座
- 世界UDON無差別級王座
- シアタープロレス花鳥風月認定新風流人タッグ王座
- 666認定無秩序無差別級王座

## 入場曲
- Idhu Annai Bhoomi（A・R・ラフマーン） - 「ボンベイ」サウンドトラック